# Georg Friedrich Schmitt

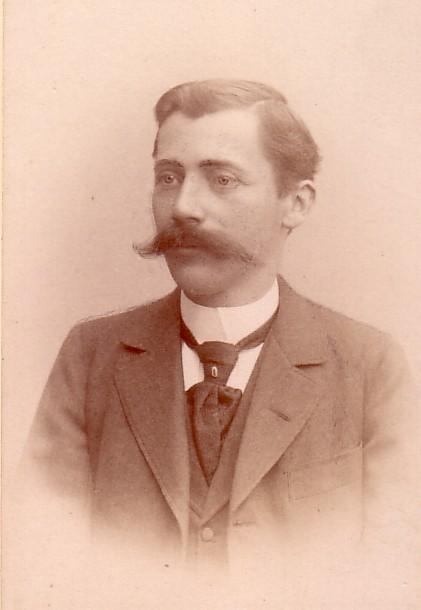
Georg Friedrich Schmitt

Orion206, Teedose, Zinnmontierung vergoldet, Keramikkorpus Vilmos Zsolnay

Orion315, Vase, Entwurf Friedrich Adler, Glaseinsatz: Joh. Loetz Witwe

Der Kaufmann Georg Friedrich Schmitt (* 3. Dezember 1859 in Speyer; † 23. März 1938 in Nürnberg) gründete 1903 die Kunstgewerbliche Metallwarenfabrik Orion in Nürnberg.

## Die Kunstgewerbliche Metallwarenfabrik Orion
Die Produktion umfasste Gebrauchs- und Ziergegenstände aus Zinn, Kupfer und Silber sowie Legierungen dieser Metalle.
Ähnlichkeiten zu Produkten der Metallwarenfabrik für Kleinkunst von Walter Scherf sind recht eng.
Dies liegt in erster Linie an der künstlerischen Mitarbeit Friedrich Adlers, der für Walter Scherf ebenso wie für Georg Friedrich Schmitt tätig war.
Die „Kunstgewerbliche Metallwarenfabrik Orion“ von Georg Friedrich Schmitt bestand nur ca. zweieinhalb Jahre. Während dieses kurzen Zeitraums wurden etwa 250 Modelle hergestellt. Wahrscheinlich sind in der Zinngießerei Felsenstein & Mainzer bei weitem mehr Modelle gefertigt worden – von der „Metallwarenfabrik für Kleinkunst“ Walter Scherfs ganz zu schweigen. Die Zinngusswaren der Marke „Orion“ zeichnen sich jedoch durch ein derart hohes künstlerisches Niveau aus, dass sie zu den Spitzenleistungen des deutschen Jugendstilzinns gerechnet werden können. Da nimmt es nicht wunder, wenn es die renommierte Kölner Metallwarenfabrik „Orivit“ war, die im Jahre 1906 „Orion“ aufkaufte und etwa sechzig Modelle in ihr Produktionsprogramm übernahm.
Von Januar 1906 bis zum Ausbruch des Ersten Weltkriegs 1914 leitete Georg Friedrich Schmitt zusammen mit Heinrich Alle, vorher WMF die Orivit AG, betreut vom WMF-Direktor Philipp Ullrich.